# La Resurrección del Hijo de Dios
La Resurrección del Hijo de Dios (en inglés, The Resurrection of the Son of God) es un libro publicado en 2003 por el estudioso del Nuevo Testamento N. T. Wright, como el tercero de la serie Christian Origins and the Question of God. En dicha extensa obra, Wright lleva a cabo un profundo estudio de las apariciones del Jesús resucitado, la tumba vacía, y el surgimiento del cristianismo, defendiendo la historicidad de la resurrección de Jesús.

## Resumen
El libro está dividido en 5 partes. Primero, Wright describe el contexto cultural de la época, la literatura helenística, el judaísmo del Segundo Templo y el Antiguo Testamento. Analiza las ideas del judaísmo post-bíblico, incluyendo la visión esenia de los rollos del Mar Muerto como la ideología farisea sobre la resurrección corporal. El autor sostiene la crucial definición de esta: «la vida después de la vida después de la muerte».
En la segunda parte, observa las ideas del Jesús resucitado en el cristianismo primitivo, las vertidas en las epístolas paulinas, con especial énfasis en 1 Corintios 15. Wright anota que «Pablo es un firme creyente de la resurrección corporal». En la tercera parte, analiza los demás registros neotestamentarios (excepto los relatos evangélicos) y cristianos hasta el siglo III, incluyendo las críticas al cristianismo de parte de los círculos paganos y el surgimiento de las ideas gnósticas sobre el Resucitado.
En la cuarta parte, Wright se dispone a profundizar en los relatos canónicos de la resurrección, señalando que la forma de las narrativas es, en sí, un fenómeno histórico que de ser explicado. Asimismo indica la «inconcebible» prominencia de las mujeres en la tumba vacía y la crítica de Juan a los «cristianos-Tomás».
En la quinta y última parte, Wright se dedica a argumentar que la resurrección corporal de Jesús es, en realidad, la explicación más plausible de los hechos reales. Señala lo improbable de la aparición de una idea así en un ambiente judío, y critica las hipótesis alternativas. Finalmente, Wright concluye con la proclamación de Jesús como «Hijo de Dios» como corazón del cristianismo. Así pues, Dios, en la resurrección, muestra su dominio sobre toda la creación que, por derecho, le pertenece a él.

## Acogida
Robert M. Price criticó los puntos de vista del libro de Wright, acusándolo de ser un intento «pseudo-académico» de defender la resurrección. De opinión opuesta es el filósofo cristiano William Lane Craig, quien calificó al libro como «el mejor desarrollo de [la] tercera línea de evidencia de la resurrección de Jesús».
La obra llegó a ser nombrada como el mejor libro de estudios bíblicos en 2004 por Christianity Today.